# Caster Semenya
Mokgadi Caster Semenya (nascuda el 7 de gener de 1991 a Ga-Masehlong, província de Limpopo) és una atleta sud-africana. És una corredora de mitja distància que va guanyar en 800 metres llisos al Campionat Mundial d'Atletisme de Berlín el 2009 i l'or en la mateixa categoria als Jocs Olímpics de Rio de Janeiro 2016.

## Carrera
Semenya va participar en el 2008 World Junior Championships in Athletics, i va guanyar l'or en 800 metres llisos en els 2008 Commonwealth Youth Games amb un temps de 2:04.23. En els 2009 African Junior Championships va guanyar les curses de 800 metres i 1500 metres amb marques d'1:56.72 i 4:08.01 respectivament. El seu temps en els 800 metres va ser marca mundial el 2009, i a la vegada va ser rècord nacional, rècord del campionat i millor marca personal en gairebé quatre segons. Semenya va batre simultàniament els rècords sènior i júnior de Sud-àfrica aconseguits per Zelda Pretorius amb 1:58.85 i per Zola Budd amb 2:00.9 respectivament.
Semenya va guanyar l'or en els 800 metres llisos en el Campionat Mundial d'Atletisme de Berlín de 2009 amb un temps d'1:55.45 en la final, aconseguint de nou la millor marca de l'any.Va tractar de revalidar el títol en el Campionat Mundial de Daegu de 2011, però en la final va ser superada per la russa Mariya Savinova en els últims cinquanta metres de la cursa. En els Jocs Olímpics de Londres, novament va arribar en el segon lloc per darrere de la russa.
El 2016 ha estat l'any més reeixit de la seva carrera. Va guanyar en les proves de 800 m i 1500 m en el campionat africà, i es va proclamar campiona en els Jocs Olímpics de Rio de Janeiro, en el que era la primera medalla d'or per a una sud-africana en proves de pista. A més va ser una de les triomfadores de la Lliga de Diamant, amb victòries en les cinc curses en les quals va participar.

## Controvèrsia de sexe
Després de guanyar la final del Campionat Mundial d'Atletisme de Berlín de 2009 altres corredores van elevar les seves sospites sobre el sexe de Semenya i l'Associació Internacional de Federacions d'Atletisme (IAAF) va fer públic que havia demanat un test de verificació de sexe en les setmanes precedents a què Semenya guanyés la medalla, a causa que els resultats de les proves realitzades a Sud-àfrica, prèviament al Campionat del Món, mostraven uns nivells de testosterona tres vegades superior al normal.
Els resultats de prova de sexe no van ser publicats oficialment, però algunes dades es van filtrar a la premsa i es van discutir àmpliament, donant lloc a afirmacions com que Semenya té un tret intersexual. El novembre de 2009 el ministeri d'esports de Sud-àfrica va emetre un comunicat en el qual informava que Semenya havia arribat a un acord amb l'IAAF per mantenir la seva medalla i els diners del premi. Vuit mesos després, al juliol de 2010, va ser autoritzada novament a competir en competicions femenines.
El juliol de 2010, la IAAF va acceptar les conclusions d'un grup internacional d'experts mèdics, segons les quals Semenya pot competir com a dona sense cap limitació.

## Marques personals
| Prova  | Temps    | Lloc                 | Data       |
| ------ | -------- | -------------------- | ---------- |
| 800 m  | 1' 55,28 | Rio de Janeiro (BRA) | 20/08/2016 |
| 1500 m | 4' 08,01 | Bambous (MRI)        | 02/08/2009 |